# إدوين فيرنون مورغان
إدوين فيرنون مورغان (بالإنجليزية: Edwin Vernon Morgan)‏ هو دبلوماسي أمريكي، ولد في 22 فبراير 1865 في أورورا كايوغا مقاطعة في الولايات المتحدة، وتوفي في 14 أبريل 1934 في بتروبوليس في البرازيل.